# Пачозеро (озеро, Приморский район)
Пачозеро (Верхнее Пачозеро) — озеро в Приморском районе Архангельской области.
Озеро находится на Беломорско-Кулойском плато, в 5 километрах к северо-востоку от озера Чидвозеро и к западу от озёр Куропальское, Кокшово и Кременное. Относится к Двинско-Печорскому бассейновому округу. Площадь озера — 0,7 км², площадь водосборного бассейна — 55,6 км². Имеет сообщение с озером Пачозеро (Сосновое), из которого вытекает река Пачуга (впадает в Солозеро). Вдоль озера проходит зимник на Мезень, идущий через Пачугу и Со́яну. К западу от озера находятся Озёра Жемчуговые и озеро Чёрное с Пальскими озёрами (бассейн Палы). У озера находится памятник археологии и исследован стоянка открытого типа Верхнее Пачозеро.